# Siliquamomum phamhoangii
Siliquamomum phamhoangii (sa nhân phạm hoàng) là một loài gừng được các nhà khoa học Viện Sinh thái học Miền Nam (Viện Hàn lâm Khoa học và Công nghệ Việt Nam) phát hiện tại Vườn quốc gia Kon Ka Kinh, tỉnh Gia Lai, Việt Nam và công bố trên tạp chí Phytotaxa số 314 ngày 21/7/2017.

## Phát hiện và đặt tên
Chi Siliquamomum là một chi gồm 4 loài gừng, với loài đầu tiên là Siliquamomum tonkinense được nhà thực vật học người Pháp Henri Ernest Baillon (30/11/1827-19/7/1895) đặt tên năm 1895. Loài thứ 2 được phát hiện sau đó hơn 100 năm, năm 2010: Siliquamomum oreodoxa. Cả bốn loài đều được phát hiện thấy đầu tiên tại Việt Nam.
Tên loài được đặt nhằm vinh danh giáo sư Phạm Hoàng Hộ (3/8/1931-29/1/2017), người đã có đóng góp nhiều cho ngành thực vật học Việt Nam.

## Mô tả
Lá Siliquamomum phamhoangii có cuống, dạng lá đài dính thành ống với phần đỉnh có 3 thùy. Môi hoa có đỉnh 3 thùy, rìa ngoài màu vàng nhạt.